# Plantago rhizoxylon
Plantago rhizoxylon är en grobladsväxtart som beskrevs av Emberger. Plantago rhizoxylon ingår i släktet kämpar, och familjen grobladsväxter. Inga underarter finns listade i Catalogue of Life.